# 反击 (文革电影)
《反击》拍摄完成于1976年9月，原计划在1976年中华人民共和国国庆节上映，但张春桥最终决定暂不上映。粉碎四人帮后被列为第一批“阴谋电影”，连映多日，放映范围广，观众多，舆论批判猛烈。
刘建勋之子刘立强认为时任中共河南省委第一书记刘建勋是《反击》头号反派角色“黄河省省委书记韩凌”的原型。